# 维日埃勒-拉莫特
维日埃勒-拉莫特（法語：Vugelles-La Mothe）是瑞士联邦西部法语区的沃州下设的一个镇。在行政上属于沃州北汝拉区管辖。维日埃勒-拉莫特的总面积为3.07平方公里。截至2010年底，总人口为122。

## 地理
维日埃勒-拉莫特位于纳沙泰尔湖以西，阿尔农河从境内穿过。